# Ren Lei
Ren Lei (22 de janeiro de 1982) é uma basquetebolista profissional chinesa.

## Carreira
Ren Lei integrou a Seleção Chinesa de Basquetebol Feminino, em Atenas 2004 que terminou na nona colocação. 

## Títulos
- Jogos Asiáticos: 2002 e 2006